# Ле-Тронке
Ле-Тронке́ (фр. Le Tronquay) — коммуна во Франции, находится в регионе Нижняя Нормандия. Департамент коммуны — Кальвадос. Входит в состав кантона Бальруа. Округ коммуны — Байё.
Код INSEE коммуны — 14714.

## Население
Население коммуны на 2010 год составляло 751 человек.
| 1962 | 1968 | 1975 | 1982 | 1990 | 1999 | 2010 |
| ---- | ---- | ---- | ---- | ---- | ---- | ---- |
| 627  | 593  | 602  | 623  | 651  | 626  | 751  |

## Экономика
В 2010 году среди 486 человек трудоспособного возраста (15—64 лет) 378 были экономически активными, 108 — неактивными (показатель активности — 77,8 %, в 1999 году было 73,7 %). Из 378 активных жителей работали 346 человек (196 мужчин и 150 женщин), безработных было 32 (17 мужчин и 15 женщин). Среди 108 неактивных 33 человека были учениками или студентами, 52 — пенсионерами, 23 были неактивными по другим причинам.